# Elena Romagnolo
Elena Romagnolo (Borgosesia, 5 oktober 1982) is een Italiaans atlete, die is gespecialiseerd in de middellange en lange afstanden. Tweemaal nam ze deel aan de Olympische Spelen, maar bleef medailleloos.

## Biografie
Romagnolo maakte haar debuut op een internationaal toernooi op de Europese kampioenschappen in 2006, waar ze uitgeschakeld werd in de reeksen van de 3000 m steeplechase. Ook op de wereldkampioenschappen van 2007 kwam ze niet verder dan de reeksen. 
Op de Olympische Spelen van 2008 in Peking nam Romagnolo deel aan de 3000 m steeplechase. Ze kon zich plaatsen voor de finale, waarin ze als elfde eindigde.
Vanaf 2009 begon Romagnolo zich meer toe te leggen op de 5000 m. In 2010 nam zij deel aan de EK van Barcelona, waar ze in de finale van 5000 m als zesde eindigde. Begin 2013 raakte echter bekend dat de winnares van deze finale, Alemitu Bekele, betrapt was op het gebruik van doping en geschrapt werd uit de uitslag van deze EK. Zo werd Romagnolo alsnog als vijfde geklasseerd.
In 2012 kwalificeerde ze zich een tweede keer voor de Olympische Spelen. In Londen werd Romagnolo vijftiende in de finale van de 5000 m.

## Persoonlijke records
Outdoor
| Onderdeel           | Prestatie | Datum            | Plaats    |
| ------------------- | --------- | ---------------- | --------- |
| 1500 m              | 4.06,03   | 9 juli 2010      | Barcelona |
| 3000 m              | 8.58,37   | 17 juli 2012     | Luzern    |
| 5000 m              | 15.06,38  | 7 augustus 2012  | Londen    |
| 10.000 m            | 32.39,12  | 3 juni 2012      | Bilbao    |
| 3000 m steeplechase | 9.27,48   | 15 augustus 2008 | Peking    |

Indoor
| Afstand | Prestatie | Datum            | Plaats |
| ------- | --------- | ---------------- | ------ |
| 3000 m  | 8.54,14   | 22 februari 2009 | Turijn |

## Palmares

### 3000 m steeplechase
- 2006: 19e EK - 9.52,38
- 2007: 9e in ½ fin. WK - 9.50,79
- 2008: 11e OS - 9.30,04
- 2009: 14e in ½ fin. WK - 9.56,51

### 5000 m
- 2010: 5e EK - 15.14,40 (na DQ Alemitu Bekele)
- 2012: 9e EK - 15.24,38
- 2012: 15e OS - 15.35,69
- 2013:  Middellandse Zeespelen - 16.11,17

### 10.000 m
- 2012: 8e EK - 32.42,31

### veldlopen
- 2006: 33e EK - 26.46
- 2007: 32e EK - 28.33
- 2007: 27e WK (lange afstand) - 29.24
- 2008: 10e EK - 28.39
- 2008: 32e WK (lange afstand) - 27.06
- 2009: 13e EK - 28.52
- 2010: 24e WK (lange afstand) - 26.17
- 2011: 51e WK (lange afstand) - 27.31